# Instituto Médio de Administração e Gestão do Luena
O Instituto Médio de Administração e Gestão de Luena (IMAG-Luena) é uma escola técnica angolana.
Fundada em 2009 e instalada na cidade de Luena, província do Moxico, é uma escola de propriedade do Ministério da Educação de Angola. Ganhou estrutura própria em 4 de fevereiro de 2010.

## Cursos
No IMAG-Luena, são ministradas as aulas dos cursos técnicos de:
- contabilidade geral
- gestão de informática e de estatística/planeamento
- administração pública[3]
- gestão de recursos humanos
- finanças
- comércio[4].

## Alunos
Seus 2187 alunos vêm principalmente da cidade de Luena, alguns vem de outras partes do país. São identificados pela bata azul-clara, utilizada por eles em todas as classes.